# Dipartimento del Mont-Tonnerre
Il Mont-Tonnerre è stato un dipartimento della Prima Repubblica francese e poi del Primo impero francese il cui territorio si trova interamente nell'attuale Germania. Il suo nome deriva dal punto più alto del Palatinato, il Donnersberg (in francese Mont Tonnerre, in latino Mons Jovis).

## Storia
Fu il più meridionale dei quattro nuovi dipartimenti formati nel 1798 quando tutta la regione a ovest del Reno venne annessa alla Francia. Prima dell'occupazione e dell'annessione francese, il territorio del dipartimento era suddiviso tra l'elettorato di Magonza, il principato di Nassau-Weilburg, il Langraviato d'Assia-Darmstadt, l'elettorato del Palatinato e le città imperiali di Worms e Spira. Il territorio fa ora parte degli stati federati tedeschi della Renania-Palatinato e della Saarland. Il capoluogo del dipartimento era Magonza (in francese Mayence).
Il dipartimento prende il nome dal Donnersberg, il Mont-Tonnerre francese, la più alta elevazione della catena montuosa del Palatinato settentrionale. Insieme ad altri tre dipartimenti, si è formata nel corso dell'occupazione (dal 1792) e dell'annessione formale (1801/02) da parte della Francia delle aree della cosiddetta Rive Gauche del Reno.
Il territorio annesso era inizialmente sotto amministrazione speciale; solo dopo l'adozione della costituzione del 1802 fu messo alla pari con i dipartimenti interni francesi. André Jeanbon Saint André, che dal 1801 era il commissario generale dei quattro dipartimenti della riva sinistra del Reno, fu nominato da Napoleone nel febbraio 1802 primo prefetto francese del Dipartimento del Mont-Tonnerre (con sede a Magonza). L'amministrazione del dipartimento ha avuto sede presso il Palazzo Erthal di Magonza fino al 1814.
Dopo la sconfitta di Napoleone nel 1814, salvo pochi comuni il dipartimento venne suddiviso tra il Regno di Baviera (Palatinato) e il Granducato d'Assia (la zona di Magonza); dopo la battaglia di Waterloo del 1815 anche gli ultimi lembi di territorio tornarono ai tedeschi.

## Suddivisione amministrativa
Il dipartimento era suddiviso nei seguenti arrondissement e cantoni (situazione al 1812):
- Magonza (Mayence), cantoni: Alzey, Bingen, Bechtheim, Kirchheim, Magonza (Mayence, 2 cantoni), Nieder-Olm, Ober-Ingelheim, Oppenheim, Wöllstein (Woelstein) e Wörrstadt (Woerstadt).
- Kaiserslautern (Kayserslautern), cantoni: Göllheim, Kaiserslautern, Lauterecken, Obermoschel, Otterberg, Rockenhausen, Winnweiler e Wolfstein.
- Spira (Spire), cantoni: Dürkheim (Durckheim), Edenkoben, Frankenthal, Germersheim, Grünstadt (Grunstádt), Mutterstadt, Neustadt, Pfeddersheim, Spira (Spire) e Worms.
- Zweibrücken (Deux-Ponts), cantoni: Annweiler (Anveiller), Homburg (Hombourg), Landstuhl, Medelsheim, Hornbach, Pirmasens, Waldfischbach e Zweibrücken (Deux-Ponts).

## Popolazione
La popolazione del dipartimento ammontava nel 1812 a 342.316 abitanti.